# Sweep (Grafik)
Das Sweep-Verfahren ist eine verbreitete Technik in der Computergrafik. Es dient der Erstellung von Zug-Geometrien entlang einer Leitkurve.

## Funktionsprinzip
Beim Sweep-Verfahren wird ein Körper oder eine Oberfläche dadurch generiert, dass man eine vorher definierte (geschlossene, zum Teil auch offene) Querschnittsfläche an einer (fast) beliebig gekrümmten Leitkurve durch den Raum führt. Das Volumen, das die Fläche durchfährt, oder die Oberfläche, die die Flächenberandung überstreicht, ist der fertige Sweep-Körper bzw. die fertige Sweep-Oberfläche.
Das Verfahren ist als Feature in vielen gängigen Computergrafik-Programmen – insbesondere in CAD-Systemen – implementiert und lässt sich sowohl im dreidimensionalen Raum (wie oben beschrieben) als auch in der Ebene anwenden.